# ケラケラ
ケラケラは、日本の3人組音楽ユニット。所属レーベルはユニバーサルシグマ。所属芸能事務所はLastrum。

## 概要
東京都調布市出身の紅一点のボーカルMEMEと、共に大阪府和泉市出身で幼馴染であるベースのふるっぺとドラムの森さんという3人のメンバーで構成されたスリーピース・ユニット。
ふるっぺと森さんの2人は、ケラケラの前に4人組青春パンクバンド「HUNGRY DAYS」のメンバーとして2003年にYAMAHA主催のTEENS' MUSIC FESTIVALにて全国優勝、2004年の高校在学時に東芝EMIからメジャーデビューしている。しかしバンドは解散。その後、俳優としての活動やインディーズバンドのサポートメンバー等のライブ活動を続けていた。
2010年2月、ふるっぺと森さんはSNSサイト「mixi」のコミュニティの掲示板でメンバーを募集。「バンドメンバー募集（東京近郊）」の項目に「格好良くて可愛いボーカル探してます」などと書き込んだ。延べ50人以上と面接、都内のカラオケボックスで歌ってもらい、理想とする声を探し続けた。同年6月、ボーカリストを目指してレッスンを受けていたMEMEが、掲示板を見て2人に連絡してくる。半信半疑ながらデモ音源を2人に聴かせたMEMEは東京・渋谷のマクドナルドで初対面。彼女の明るい性格や笑顔、まっすぐで抜けの良い声質に惚れた2人は「この子しかいない」と即決し、3人で活動を開始した。
2011年2月、のちにシングルとしてリリースする「友達のフリ」という曲をYouTubeに投稿したのをきっかけに、“ケラケラ”というバンド名を決めて、本格的に活動を開始した。
ユニット名の由来は、MEMEの引き込まれる歌声と明るくにこにこした笑顔。ボーカルの印象からバンド名をつける方がわかりやすいと思い、ふるっぺが命名した。MEMEがいつもケラケラ明るく笑っていることに加え、自分たちの音楽を通して少しでも笑顔を共有したいという想いもバンド名には込められている。
2013年9月18日、ふるっぺと森さんが和泉市出身であることから、同市の「いずみの国和泉市ふるさと大使」＆「PR隊」に就任した。
2019年9月以降、公式Twitterの更新が途絶え、グループでの活動が見受けられなかったが、2022年10月9日の「レインボーフェスタ！」に出演した。

## 略歴

### 結成
2010年、「ミクシィ」での出会いをきっかけに3人で音楽活動を始める。
2011年2月、YouTubeへ初めて楽曲を投稿したのを機に、「ケラケラ」という名前で正式にユニットを結成する。首都圏での路上ライブを中心に活動する中、CD流通や楽曲配信さえしていない状況で、口コミだけでYouTubeに投稿した「友達のフリ」など3曲の楽曲の再生回数がアマチュアとしては異例の130万回超を記録する。

### メジャーデビュー
2013年
- 1月31日、2013年ニッポン放送2月度優秀新人に選出される[10]
- 2月27日、1stシングル「さよなら大好きだったよ」を発売し、ユニバーサルシグマよりメジャーデビューを果たす[2]。同日、MEMEの出身地である東京・調布市の全面サポートにより、メジャーデビューアーティスト史上最速となる味の素スタジアムでのワンマンライブを成功させる[11][12]。
- 4月27日、東京・原宿アストロホールにて初のワンマンライブを開催した[13]。
- 5月15日、2ndシングル「スターラブレイション」発売。4月スタートのフジテレビのドラマ『ラスト♡シンデレラ』の主題歌に抜擢された[9]。
- 7月1日、レコチョク2013年上半期新人アーティストランキング 「着うた(R)」部門と、ダウンロード(シングル)部門にて1位を獲得[14]。
- 7月8日、2013年6月度レコチョクアワード月間最優秀楽曲賞ダウンロード(シングル)部門にて1位を獲得[15]。また、iTunes総合チャートでも1位を獲得。
- 9月18日、ケラケラ結成のきっかけになった「友達のフリ」を3rdシングルとしてリリース。USEN総合チャートで1位を記録する[1]。
- 10月23日、ファーストアルバム「ケラケライフ」をリリース[1]。

2014年
- 1月29日、4thシングル「ひとつだけ」発売。映画『僕は友達が少ない』主題歌に起用された。
- 4月16日、初のミニ・アルバム「ケラケラリアット」をリリース。

## メンバー
MEME（メメ）
- ボーカル担当。
- 1986年7月17日生まれ、東京都調布市出身。血液型B型。
- 白菊幼稚園（調布市つつじが丘）〜調布市立第一小学校〜調布中学校〜都立神代高校卒業と、生まれも育ちも生粋の“調布っ子”。
- 初めて買ったCDはSPEEDの「Go! Go! Heaven」。小さいときから歌うのが好きで、SPEEDみたいになりたいと思っていた。
- 昔からSPEEDや椎名林檎が好きで、ずっと歌手になりたかったがきっかけがつかめず、吹奏楽をやっていた。初めて歌うようになったのは大学の軽音楽サークル。それから大学でずっとコピーなどをやっていた。就職活動の時期になって「やっぱり音楽をやりたい」と思い、mixiを通じてバンドを組んでみたりしたが、うまくいかなかった。最終的にはソロでやろうと思い、大学も休学して本格的に音楽スクールに通って曲作りやギターの弾き語りなどを始めていた。そんな時に偶然、mixiのふるっぺと森さんの書き込みを見つけて二人の音源を聴き、ピンときて連絡をした。
- DREAMS COME TRUEの吉田美和のように、長年愛されるボーカリストになりたいという。
- 好きな食べ物は梅干し。

ふるっぺ
- ベース・コーラス担当。バンドのリーダー。
- 1986年10月7日生まれ、大阪府和泉市出身。血液型B型。
- ケラケラの楽曲のほとんどを制作している。
- 初めて買ったCDはKinKi Kidsの「硝子の少年」。長年愛用するベースはリッケンバッカー。

森さん
- ドラムス・コーラス担当。
- 1986年8月14日生まれ、大阪府和泉市出身。血液型AB型。
- 音楽活動の傍らで俳優・声優活動や小説の執筆活動もしており、書いた小説が出版社の大賞を受賞したり、俳優として映画に主演したりと多才。2005年に公開されたバンドを題材にした映画「ビート・キッズ」（松竹系）では、ヒロインの相武紗季と恋に落ちる役どころを演じた。
- 初めて買ったCDは、父親が大好きだったというSHAZNAの「すみれ September Love」。

## ディスコグラフィー

### シングル
|     | リリース      | タイトル                   | 規格                 | 規格品番            | オリコン 最高位 |
| --- | ------------- | -------------------------- | -------------------- | ------------------- | --------------- |
| 1st | 2013年2月27日 | さよなら大好きだったよ     | CD                   | UMCK-5423           | 57位            |
| 2nd | 2013年5月15日 | スターラブレイション       | CD                   | UMCK-5433           | 30位            |
| 3rd | 2013年9月18日 | 友達のフリ                 | CD                   | UMCK-5441           | 30位            |
| 4th | 2014年1月29日 | ひとつだけ                 | CD                   | UMCK-5457           | 38位            |
| 5th | 2014年10月8日 | ケラケラじゃんけん/STATION | CD+グッズ            | UMCK-9707（初回盤） | 33位            |
| 5th | 2014年10月8日 | ケラケラじゃんけん/STATION | CD                   | UMCK-5496（通常盤） | 33位            |
| 6th | 2015年5月13日 | 幸せ 〜君が生まれて〜      | CD＋メッセージカード | UMCK-9736           | 100位           |
| 6th | 2015年5月13日 | 幸せ 〜君が生まれて〜      | CD                   | UMCK-5570           | 100位           |
| 7th | 2016年7月6日  | ケラケラあっちむいてホイ!  | CD+グッズ            | UMCK-9843（初回盤） | 117位           |
| 7th | 2016年7月6日  | ケラケラあっちむいてホイ!  | CD                   | UMCK-5602（通常盤） | 117位           |

### アルバム

#### インディーズ・アルバム
|     | リリース日 | タイトル                                                          | 収録曲                                                                                                |
| --- | ---------- | ----------------------------------------------------------------- | --- |
| 1st | 2011年     | MADE IN KERAKERA (アマチュア時代の音源。現在は廃盤となっている。) | M-1.恋花火 M-2.友達のフリ M-3.ナミダフレンズ M-4.ドラマチック M-5.戻らない恋 M-6.いつの日か晴れるから |

#### オリジナルアルバム
|     | リリース       | タイトル     | 規格   | 規格品番            | オリコン 最高位 |
| --- | -------------- | ------------ | ------ | ------------------- | --------------- |
| 1st | 2013年10月23日 | ケラケライフ | CD+DVD | UMCK-9638（初回盤） | 20位            |
| 1st | 2013年10月23日 | ケラケライフ | CD     | UMCK-1461（通常盤） | 20位            |
| 2nd | 2014年10月29日 | ケラケランド | CD+DVD | UMCK-9706（初回盤） | 50位            |
| 2nd | 2014年10月29日 | ケラケランド | CD     | UMCK-1497（通常盤） | 50位            |

#### ミニアルバム
|     | リリース      | タイトル         | 規格   | 規格品番            | オリコン 最高位 |
| --- | ------------- | ---------------- | ------ | ------------------- | --------------- |
| 1st | 2014年4月16日 | ケラケラリアット | CD+DVD | UMCK-9664（初回盤） | 19位            |
| 1st | 2014年4月16日 | ケラケラリアット | CD     | UMCK-1477（通常盤） | 19位            |

### 参加作品
| 作品                      | 発売日 （レーベル）                             | 規格 | 参加曲     |
| ------------------------- | ----------------------------------------------- | ---- | ---------- |
| アオハライド “MUSIC RIDE” | 2014年12月10日発売 （エピックレコードジャパン） | CD   | 友達のフリ |

### 楽曲提供
※特記事項が無い限り、いずれも「ふるっぺ（ケラケラ）」名義
| タイトル                              | 収録シングル/アルバム                         | リリース       | アーティスト                    | 備考                       |
| ------------------------------------- | --------------------------------------------- | -------------- | ------------------------------- | -------------------------- |
| バスルームトラベル                    | ガラスを割れ!                                 | 2018年3月7日   | 欅坂46（当時。現 櫻坂46）       |                            |
| ひらがなで恋したい                    | 走り出す瞬間                                  | 2018年6月20日  | けやき坂46（当時。現 日向坂46） |                            |
| 割れないシャボン玉                    | 走り出す瞬間                                  | 2018年6月20日  | けやき坂46（当時。現 日向坂46） |                            |
| HERO                                  | ぐーちょきぱーてぃー 〜まるごとノリノリー！〜 | 2019年3月13日  | ももくろちゃんZ                 | 作詞に森さんも参加している |
| 冬の向日葵                            | 千羽鶴                                        | 2019年7月3日   | 遊助                            |                            |
| まさか 偶然…                          | こんなに好きになっちゃっていいの?             | 2019年10月2日  | 日向坂46                        |                            |
| 桜 遊turing MaRuRi (まるりとりゅうが) | 遊言実行                                      | 2020年3月11日  | 遊助                            |                            |
| Dear my friend                        | 僕らの夢                                      | 2020年11月25日 | ANFiNY                          |                            |
| LOVE GAME                             | 僕らの夢                                      | 2020年11月25日 | ANFiNY                          |                            |
| クローバー                            | クローバー                                    | 2021年1月27日  | 遊助                            |                            |
| ワタシイロ光る                        | ワタシイロ光る                                | 2023年3月29日  | ラフ×ラフ                       | [ 16 ]                     |
| laughing!                             | laughing!                                     | 2023年4月14日  | ラフ×ラフ                       | [ 17 ]                     |

## ミュージックビデオ
| 監督       | 曲名                                   |
| 伊江なつき | 「ひとつだけ」                         |
| 直         | 「スターラブレイション」「友達のフリ」 |
| 福居英晃   | 「さよなら大好きだったよ」             |
| 山本圭一   | 「MAKE UP」                            |
| 不明       | 「虹色ハートビート」                   |

## タイアップ
| タイトル                            | タイアップ                                                                                  |
| ----------------------------------- | ------------------------------------------------------------------------------------------- |
| さよなら大好きだったよ              | TBS系『COUNT DOWN TV』2月度エンディングテーマ                                               |
| さよなら大好きだったよ              | テレビ東京系『JAPAN COUNTDOWN』2月度エンディングテーマ                                      |
| さよなら大好きだったよ              | CBCテレビ『やすだの歩き方』1・2月エンディングテーマ                                         |
| さよなら大好きだったよ              | 九州朝日放送『V3』2月度オープニングテーマ                                                   |
| スターラブレイション                | フジテレビ系 木曜劇場『ラスト♡シンデレラ』主題歌                                            |
| スターラブレイション                | 九州朝日放送『ドォーモ』5月度エンディングテーマ                                             |
| スターラブレイション                | 北海道文化放送『タカトシ牧場』5月度エンディングテーマ                                       |
| スターラブレイション                | フジテレビ『魁!音楽番付 EIGHT』5月度オープニングアクト                                      |
| スターラブレイション                | テレビ埼玉『ごごたま』5月度エンディングテーマ                                               |
| スターラブレイション                | テレビ埼玉『Weather & Music』5月度テーマソング                                              |
| スターラブレイション                | テレビ埼玉『V-Clips』ウィークリーパワープレイ（5/14 - 17）                                  |
| スターラブレイション                | 千葉テレビ『ONGAX』5月度エンディングテーマ                                                  |
| スターラブレイション                | 中京テレビ『PS三世』5月度エンディングテーマ                                                 |
| スターラブレイション                | テレビ愛知『a-ha-n』5月度パワープレイ                                                       |
| スターラブレイション                | MBS『ロケみつ ザ・ワールド』5月度エンディングテーマ（TBS含む全国11局ネット）                |
| スターラブレイション                | 読売テレビ『音楽のチカラ』5月度エンディングテーマ                                           |
| スターラブレイション                | 山陽放送『ユタンポ』5月度エンディングテーマ                                                 |
| スターラブレイション                | RKB毎日放送『チャートバスターズR！』5月度エンディングテーマ                                 |
| スターラブレイション                | 熊本朝日放送『5ch』5月度エンディングテーマ                                                  |
| スターラブレイション                | 熊本放送『サウンドステディ』オープニングテーマ                                              |
| スターラブレイション                | 鹿児島読売テレビ『AMP』5月度オープニングテーマ                                              |
| 友達のフリ                          | テレビ東京系『JAPAN COUNTDOWN』8月度エンディングテーマ                                      |
| ひとつだけ                          | 東映配給映画『僕は友達が少ない』主題歌                                                      |
| ひとつだけ                          | 「WILLER EXPRESS 西日本」CMソング                                                           |
| マシュマロ                          | テレビ東京系アニメ『LINE TOWN』エンディングテーマ（2014年1月8日 - 3月26日）                 |
| キミと、ずっと。                    | 北海道文化放送ステーションテーマソング（2014年 - ）                                         |
| ハジマリ!                           | 千葉銀行企業CM『チカラを合わせて』篇 CMソング(2014年7月1日 - )                              |
| サニータウン 〜くまなく旅したい街〜 | JR西日本岡山支社コラボ企画 吉備之国くまなく旅し隊オフィシャルソング（2015年12月23日 - ）    |
| ケラケラあっちむいてホイ!           | テレビ東京系アニメ『リルリルフェアリル ～妖精のドア～』エンディングテーマ(2016年5月21日 - ) |

## ライブ
日程
| 公演日        | 会場                       |
| ------------- | -------------------------- |
| 2013年4月27日 | 原宿アストロホール（東京） |

### 出演イベント
- 2012年07月10日 - wacci,ケラケラ,吉田健児 -WAとYOとKE
- 2012年08月09日 - a-nation musicweek Asia Progress
- 2012年10月14日 - MINAMI WHEEL 2012
- 2013年03月17日 - HAPPY JACK 2013
- 2013年06月08日 - SAKAE SP-RING 2013
- 2013年06月23日 - ライブ行こうぜ!! Vol.2
- 2013年07月20日 - お台場合衆国2013めざましライブ
- 2013年07月24日 - POWERFUL ENERGY FEVER!!〜SPECIAL〜
- 2013年08月12日 - ZIP!夏フェス
- 2013年08月13日 - GIRLS ON THE BEACH 2013
- 2013年08月31日 - a-nation stadium fes.
- 2013年09月01日 - SOUND MARINA '13
- 2013年09月07日,15日,22日 - 7!!のうぷぷな日〜みんなでイーヤーサーサー(ハーイーヤー)〜
- 2013年09月14日 - UNIVERSAL SIGMA 10TH ANNIVERSARY SIGMA FES. 2013 〜U-EXPRESS LIVE AUTUMN〜
- 2013年09月16日 - FM FUKUI BEAT PHOENIX 2013
- 2013年09月28日 - 若草山 MUSIC FESTIVAL 2013
- 2013年12月01日 - ケラケラ×CHEESE CAKE Special LIVE in Fukuoka
- 2013年12月22日 - FM AICHI presents「STAND UP!」
- 2013年12月23日 - MUSIC FOR ALL, ALL FOR ONE 2013
- 2014年02月15日 - LIVE SDD 2014
- 2014年02月22日 - <7!!のうぷぷなツアー2014〜10周年だョ!どぅまんぎた!!〜>
- 2014年02月23日 - Live Emotion 2014
- 2014年02月25日 - Love in Action ご当地大作戦 in 札幌
- 2014年03月04日 - MTV LIVE 2014 supported by SHIDAX with LIVE DAM
- 2014年03月16日 - HAPPY JACK 2014
- 2014年03月21日 - SANUKI ROCK COLOSSEUM
- 2014年03月22日 - MUSIC CUBE 14
- 2014年03月27日 - ZIP!春フェス 2014
- 2014年06月12日 - LOVE in Action Meeting
- 2014年07月19日 - JOIN ALIVE 2014
- 2014年08月03日 - UMI-POP'14×TAKENOKO!!!
- 2014年08月10日 - TREASURE05X 2014 〜stellar evolution〜
- 2014年10月04日 - 21st　ANNIVERSARY　ZIP AUTUMN SQUARE
- 2017年10月08日 - ケラケラ × yagamifes. 2017
- 2018年3月18日 - 献血キャンペーン Thank you! in MASA21
- 2018年8月19日 - Salley presents 「結び柳」 vol.3
- 2018年9月01日 - 和泉市のど自慢・いずみの国 納涼花火大会 たそがれコンサート
- 2022年10月09日 - レインボーフェスタ！（大阪市扇町公園）

## 出演

### ラジオ
- ケラケRadio（ベイエフエム、2013年4月6日 - ）
- FM ROCK KIDS（エフエム北海道、2013年7月6日 - ）
- FM OSAKA E∞tracks Selection「ケラケラのゲラゲライフ!」（FM OSAKA、2014年1月7日 - ） - In 197666と隔週出演